# Gary Foley

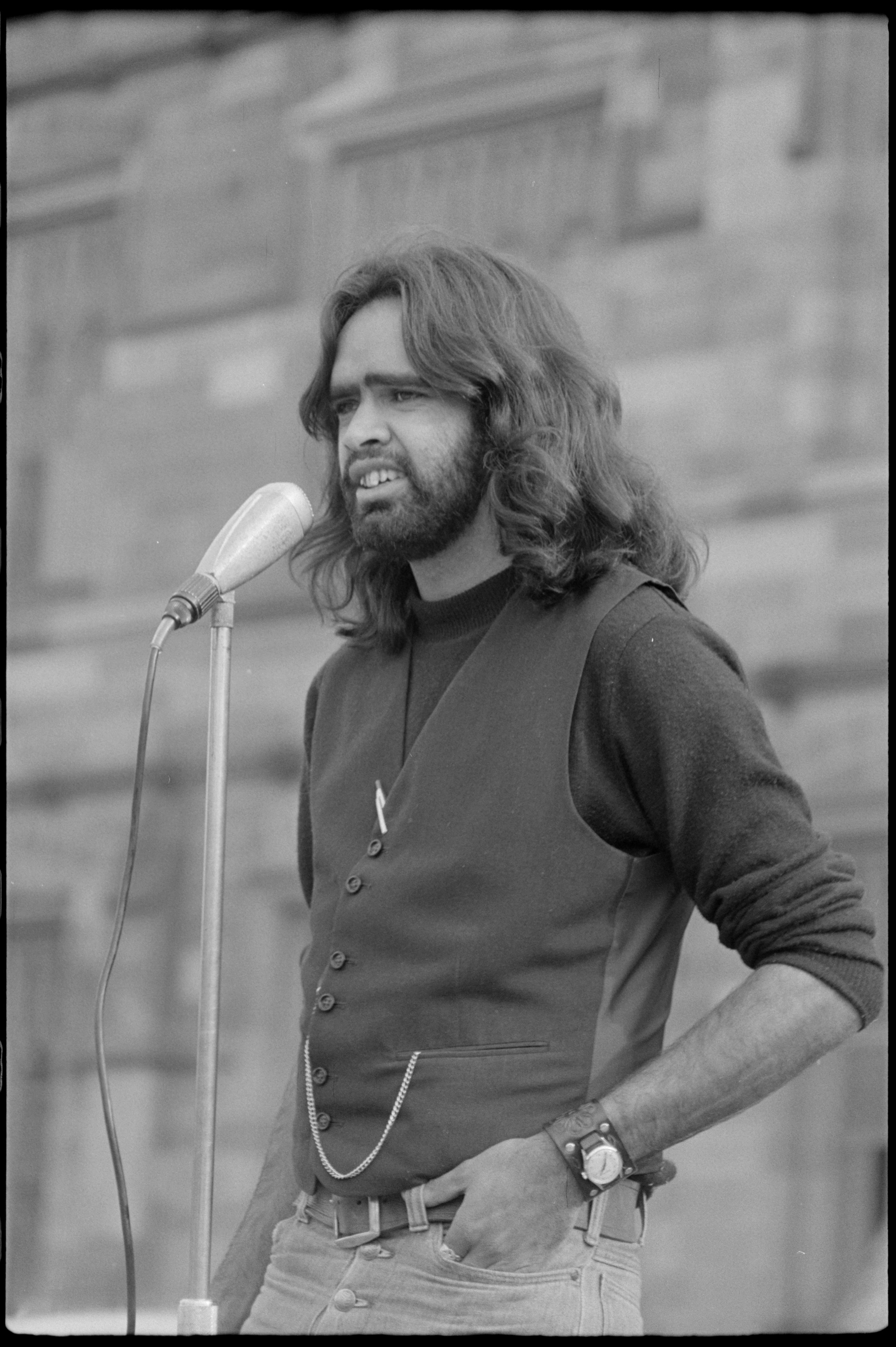
Universität Sydney, 1972

Gary Edward Foley (* 11. Mai 1950 in Macksville bei Grafton in New South Wales) ist ein politischer Aktivist der Aborigines, Schriftsteller und Schauspieler.

## Leben
Im Alter von 15 Jahren verließ er die Schule und zog 1967 nach Redfern, einem Stadtteil von Sydney. Dort kam er in Verbindung mit der Black-Power-Bewegung.
Er schrieb mit am Theaterstück Basically Black, das 1972 uraufgeführt wurde und spielte als Schauspieler mehrere Rollen: 1978 in einem Film über das Leben der Aborigines, der auf dem Cannes Film Festival aufgeführt wurde, im Film Backroads im Jahre 1977 und in Dogs in Space; ferner trat er in den australischen Serien A Country Practice und The Flying Doctors auf.
Gary Foley schloss 2000 mit einem Bachelor of Arts an der Universität Melbourne ab. Davor studierte er Geschichte, führte Studien zur Kunst und Kultur durch und befasste sich mit Computertechnologien. Nach seinem Studienabschluss arbeitete als Kurator im Museum Victoria bis zum April 2005, das er wegen des Dja-Dja-Wurrung-Barks-Scandals verließ und schloss 2013 seine Promotion an der Universität Melbourne ab. An verschiedenen Universitätsorten arbeitete Foley als wissenschaftlicher Lektor und Tutor.

## Politik
Er war im Jahre 1971 am massiven Protest gegen die Rassentrennung um das Rugby-Nationalteam Südafrikas, genannt Springboks, beteiligt, das eine Tour durch Australien durchführte. Er und ein weiterer Aktivist wurden daraufhin von der Polizei verhaftet. Diese Auseinandersetzung hatte für den Sport Australiens Folgen, denn dadurch wurde die rassistische Politik Südafrikas weltweit angeprangert und so konnte beispielsweise nach dieser Auseinandersetzung die südafrikanische Cricket-Nationalmannschaft eine Reise nach Australien nicht antreten und der Sport Südafrikas wurde jahrelang geächtet.
Gary Foley ist in Australien durch sein Engagement in der Protestbewegung für die Zelt-Botschaft in Canberra vor dem Old Parliament House für die Rechte der Aborigines von 1972 sehr bekannt. Er war auch beteiligt an der Gründung des Aboriginal Legal Service für die Landrechte der Aborigines in Redfern und an der Eröffnung des Aboriginal Medical Service in Melbourne und Sydney. Des Weiteren gründete er das erste Aboriginal Information Centre in London.
1982 organisierte er den Protest gegen die Commonwealth Games 1982 in Brisbane und wurde zum ersten „aboriginalen“ Direktor des Aboriginal Arts Board von 1983 bis 1986. Im Jahre 1988 war er an den Protesten gegen die Feier zum 200. Jahrestag des Australia Days beteiligt und wurde im gleichen Jahr von der Royal Commission into Aboriginal Deaths in Custody, die als eingesetzte Königliche Kommission zur Aufklärung der gehäuften Selbstmorde der Aborigines in Gefängnissen untersuchte, angehört.